# Lycaena postcarueli
Lycaena postcarueli är en fjärilsart som beskrevs av Le Moult 1945. Lycaena postcarueli ingår i släktet Lycaena och familjen juvelvingar. Inga underarter finns listade i Catalogue of Life.